# Confine tra Bahrein e Qatar
Il confine tra il Bahrein e il Qatar è un confine internazionale che separa il Bahrein dalla penisola del Qatar. Si trova nel Golfo del Bahrein, una porzione del Golfo Persico. Questo confine è interamente marittimo ed è stato oggetto di dispute intorno alle isole Hawar, un caso portato davanti alla Corte internazionale di giustizia. 
L'origine della costituzione di questo confine risale al 1868 quando gli inglesi, colonizzando questa regione del Medio Oriente, decisero di concludere accordi separati tra le tribù del Qatar e gli Al Khalifa che governavano il Bahrein; in precedenza, la penisola del Qatar era considerata dagli inglesi una dipendenza del Bahrein. 